# Pityriasis versicolor

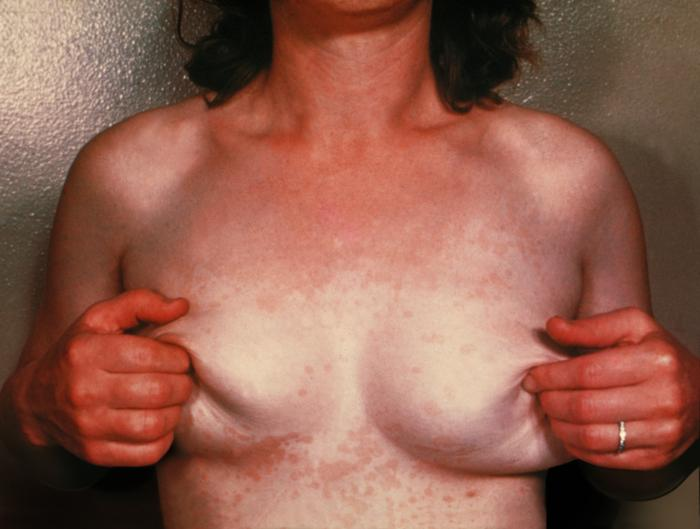
Patientin mit Pityriasis versicolor

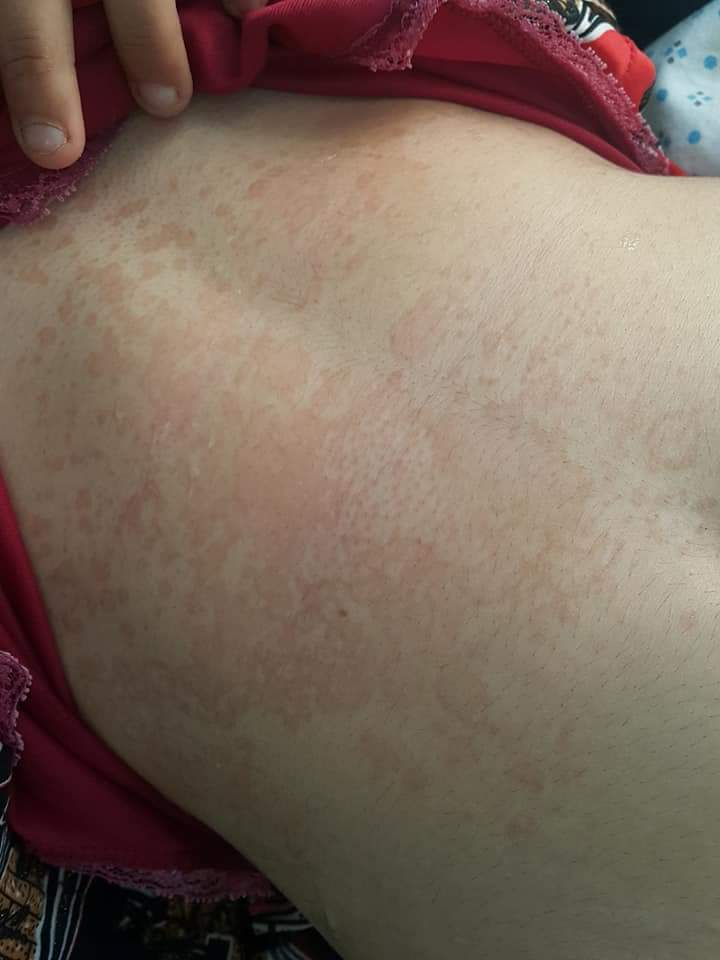
Ein weiterer Fall einer ‚Kleienpilzflechte‘

Pityriasis versicolor (PV), auch Kleienpilzflechte genannt, ist eine häufig vorkommende, nicht ansteckende, rezidivierende Pilzinfektion der oberen Hautschicht (Epidermis), die sich durch landkartenartig verbreitete dunkle Verfärbungen äußert. In den gemäßigten Breitengraden findet sich PV bei ca. 1–4 % der Bevölkerung mit erhöhtem Auftreten während der Sommermonate. In den Tropen ist sie bei bis zu 50 % der Bevölkerung zu finden.
Verursacht wird PV durch den Hefepilz Malassezia furfur, der bei annähernd 100 % der Bevölkerung zur normalen Hautflora gehört und sich hauptsächlich von Talg ernährt. Der Pilz bleibt als Hefe im einzelligen Stadium, bildet also keinen Fruchtkörper und kein Mycel aus. Bei Kleienpilzflechte kommt es an den betroffenen Hautstellen zu einer Überwucherung mit dem Pilz, welcher ein braunes Pigment produziert. Die Verfärbungen treten hauptsächlich in den talgdrüsenreichen Arealen und damit im Bereich der Brust, am oberen Rücken und im Gesicht auf. Warum die Pilze bei manchen Menschen pathogen (krankhaft) werden, ist nicht ganz geklärt. Es wird jedoch beobachtet, dass die Hautmykose verstärkt in den Sommermonaten und bei Menschen mit Neigung zu starkem Schwitzen (Hyperhidrosis) und erhöhter Talgproduktion (Seborrhöe) auftritt.
Kommt es zu einer Exposition mit Sonnenlicht, so bräunt die gesunde Haut. Diejenigen Stellen, die von der Kleienpilzflechte betroffen sind, werden hingegen durch die Pigmente des Pilzes von der UV-Strahlung abgeschirmt. Zudem produzieren die verursachenden Malasseziahefen eine Substanz, welche die Melaninproduktion der Melanozyten hemmt. Es bilden sich feinschuppige, rotbräunliche Maculae, bevorzugt am Stamm. Auf gebräunter Haut zeigen sich meist helle, weißliche Maculae. Daher kommt auch der Zusatz „versicolor“, was im lateinischen so viel wie Farbumdrehung bedeutet.
Die Diagnose wird vom Dermatologen meist als Blickdiagnose gestellt und kann durch das Abkratzen von Hautschuppen (oder Abnahme mit einem Klebestreifen) und die Begutachtung unter dem Mikroskop bestätigt werden. Die Pilzzellen sind als traubenförmige Kugelhäufchen zu erkennen. Wichtig zur anamnestischen Abgrenzung von anderen Dermatomykosen ist der nur geringfügige Juckreiz, der bei Wärme etwas stärker werden kann.
Kleienpilzflechte verursacht keine gesundheitlichen Einschränkungen und wird daher eher als kosmetisches Problem angesehen. Bei Menschen mit starker Neigung zur P. versicolor wird eine hohe Rezidivität beobachtet.

## Bedeutung der Malassezia-Hefen
Malassezia-Hefen gehören bei allen Menschen zur residenten Hautflora. Sie sind vorwiegend in talgdrüsenreichen Arealen der Haut zu finden, da sie aufgrund ihrer Lipophilie von der Versorgung mit längerkettigen Fettsäuren abhängig sind. In Läsionen von PV konnte eine Prädominanz von Malassezia furfur nachgewiesen werden. Wissenschaftliche in vitro Untersuchungen konnten zudem zeigen, dass M. furfur in der Lage ist, braune Pigmente zu synthetisieren, wenn Tryptophan als alleinige Stickstoffquelle vorliegt. Die dabei entstehenden und bis dato unbekannten Verbindungen weisen interessante biologische Wirkungen auf, welche im Zusammenhang mit der Pathogenese der PV stehen könnten; u. a. diagnostisch nutzbare Fluoreszenzen (Wood-Licht), UV-Schutz oder auch Apoptoseinduktion bei humanen Melanozyten. Ein einziges Enzym ist für die Synthese der Vielzahl komplexer Verbindungen verantwortlich – die sogenannte Tryptophan-Aminotransferase Tam1.

## Symptomatik
Die Hautveränderungen befinden sich meist in Bereichen mit hoher Talgproduktion, bevorzugt an Brust, Rücken und Nacken. Es entwickeln sich scharf begrenzte, rotbräunliche, linsen- bis centgroße Maculae (Pityriasis versicolor rubra), die langsam zu größeren, polyzyklischen Flecken konfluieren können. Typisch ist eine feine Schuppung der Herde. Streicht man mit einem Holzspatel über die Läsionen, hebt sich die aufgelockerte Hornschicht feinschuppig (= pityriasiform) ab („Hobelspanphänomen“).

## Modell zur Pathogenese von Pityriasis versicolor
Die Forschungsergebnisse legen nahe, dass in der Pathogenese der PV von Malassezia-Hefen synthetisierte, Tryptophan-abhängige Verbindungen bedeutend sind, die in Abwesenheit anderer verwertbarer Aminostickstoffverbindungen im Hautmilieu induziert werden.
Aus diesen Erkenntnissen ergibt sich folgendes Modell zur Pathogenese von PV:
1. Als normaler Bestandteil der residenten Hautmikroflora verstoffwechseln Malasseziahefen zunächst leicht verfügbare Stickstoffquellen wie z. B. Glycin, Alanin oder Serin.
2. Unter begünstigenden Bedingungen, wie beispielsweise hoher Feuchtigkeit oder einer verstärkten Talgproduktion, kommt es zu einem verstärkten Wachstum des Pilzes und damit dem Verbrauch leicht verfügbarer Stickstoffquellen.
3. Nachdem leicht zu verstoffwechselnde Aminosäuren verbraucht sind, wird die eher weniger präferierte Aminosäure Tryptophan als Stickstoffquelle herangezogen. Mithilfe des Enzyms Tryptophan-Aminotransferase 1 (Tam1) erfolgt die Verstoffwechselung von Tryptophan zu einer Vielzahl biologisch aktiver Verbindungen (Indolderivate).
4. Die entstehenden biologisch aktiven Verbindungen sind verantwortlich für das charakteristische Bild der Pityriasis versicolor, wie beispielsweise die braunen Verfärbungen auf der Haut oder auch die diagnostisch genutzte Fluoreszenz unter Wood-Licht.

Mit Blick auf dieses Modell scheinen die Hyperpigmentierungen im Falle einer PV im Gegensatz zu anderen Formen der Hyperpigmentierung unabhängig von der Melaninsynthese. Dafür sprechen auch eine unveränderte Anzahl an Melanosomen in Läsionen von PV aber auch das Vorkommen von hyperpigmentierten Bereichen in Arealen einer Vitiligo.

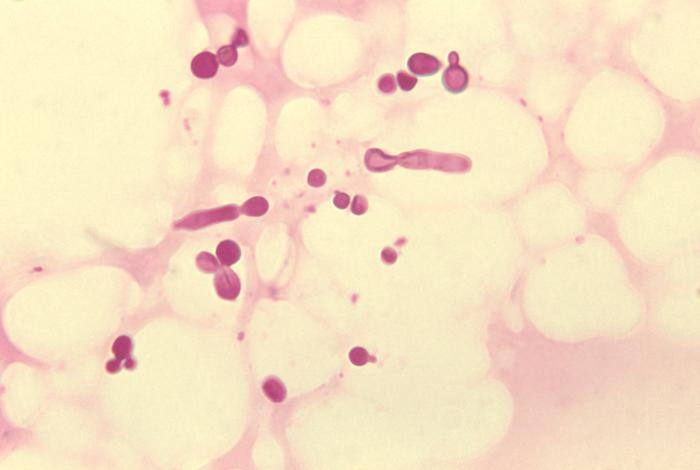
Histologie: Malassezia furfur in einer Hautschuppe eines Patienten mit Pityriasis versicolor

## Behandlung
Die konventionelle Behandlung erfolgt v. a. äußerlich durch teilweise verschreibungspflichtige Antimykotika (Clotrimazol, Econazol, Bifonazol, Sertaconazol, Terbinafin oder Naftifin), in schweren Fällen auch durch eine systemische (innerliche) Therapie mit Fluconazol, Itraconazol oder Ketoconazol (alle verschreibungspflichtig). Zusätzlich kann in einigen Fällen die Anwendung eines wirkstoffhaltigen Shampoos empfohlen werden. Die unregelmäßige und unterschiedliche Pigmentierung der Haut kann noch mehrere Monate nach erfolgreicher Behandlung bestehen bleiben. Bei Menschen mit starker Neigung zur P. versicolor wird eine hohe Rückfallquote beobachtet.
Alternativ ist verschreibungsfrei eine antimykotikafreie kosmetische Anwendung bei der dunklen Erscheinungsform von Pityriasis versicolor erhältlich. Der „Aktivstoff“ ist hierbei u. a. Aminooxyacetat (chemischer Name: Carboxymethoxylamine Hemihydrochloride), welcher das pilzeigene Enzym hemmt, das für die Produktion des braunen Pigments verantwortlich ist.
Eine Studie aus dem Jundishapur Journal of Microbiology beschreibt den In-vitro-Einsatz von Extrakten aus dem Hennastrauch (Lawsonia inermis) als Fungizid in Malassezia-Kulturen, die genaue Malassezia-Art wird jedoch in der Studie nicht spezifiziert. Insgesamt war die Wirkung des Henna-Extrakts der von Miconazol jedoch unterlegen. Shampoos mit Henna-Extrakt werden teilweise als Mittel gegen Pityriasis beworben, ein Beleg für die in-vivo Wirkung fehlt jedoch.